# 四合镇 (阜新市)
四合镇，是中华人民共和国辽宁省阜新市细河区下辖的一个镇。

## 行政区划
四合镇下辖以下地区：
巩家洼子社区、巩家洼子村、拉拉屯村、新地村、河西村、河东村、东洼子村、黄家沟村、太平沟村、六家子村和九营子村。